# Romantik (film fra 1916)
 For alternative betydninger, se Romantik. (Se også artikler, som begynder med Romantik)
Romantik er en britisk stumfilm fra 1916 af Wilfred Noy.

## Medvirkende
- Basil Gill som Richard Warden.
- Violet Graham som Elsie Graeme.
- J. Hastings Batson som Sir John Warden.
- F.G. Clifton som James Hart.
- Grania Gray som Lady Ida Barrington.